# Station Dresden-Neustadt
Station Dresden-Neustadt is een spoorwegstation in de Duitse plaats Dresden. Het station behoort tot de Duitse stationscategorie 2 en wordt in de omgangstaal ook wel Neustädter Bahnhof genoemd.
Het bundelt het treinverkeer aan de noordkant van de Elbe en verving in 1901 het Leipziger Bahnhof in de Leipziger Vorstadt, dat in 1839 werd geopend, en het Schlesischer Bahnhof, dat sinds 1847 bestond. 
In het spoorwegknooppunt van Dresden verbindt het de lijn Děčín-Dresden-Neustadt die van het Hauptbahnhof komt met de lijnen naar Leipzig en Görlitz, die het verkeer naar Leipzig, Berlijn en Oberlausitz leiden.

## Fotogalerij

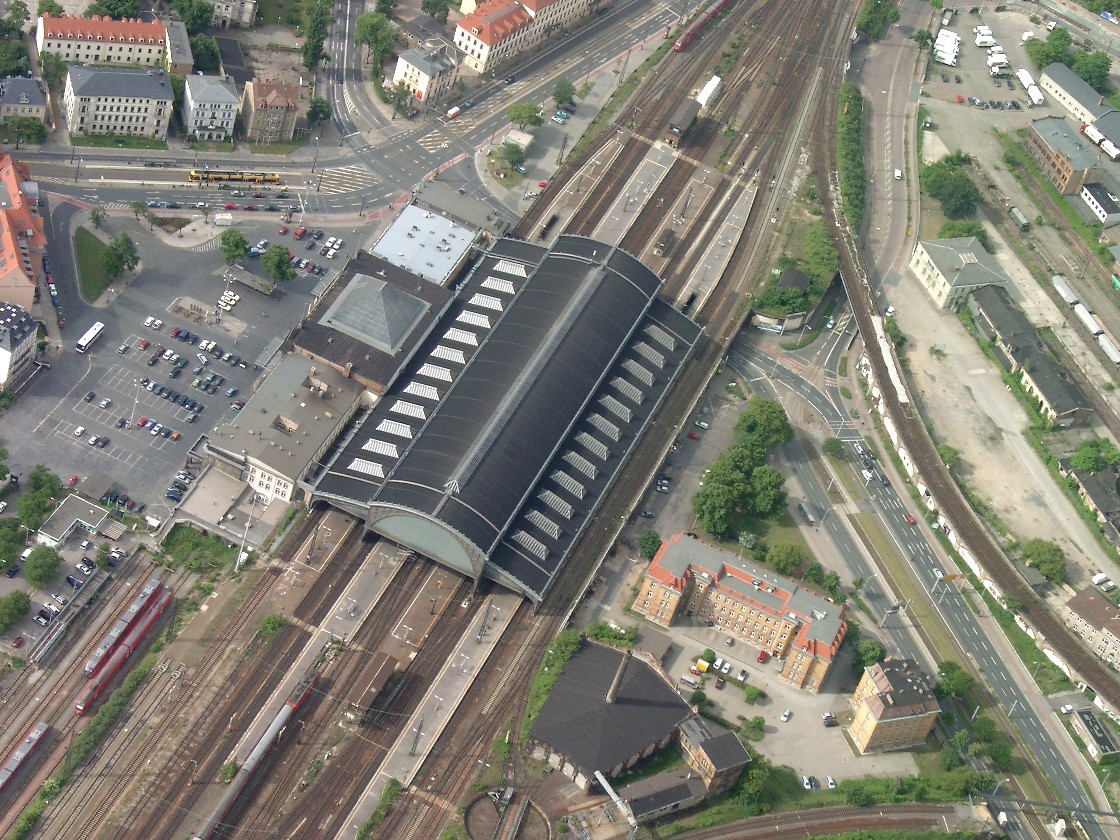
Bovenaanzicht van het station
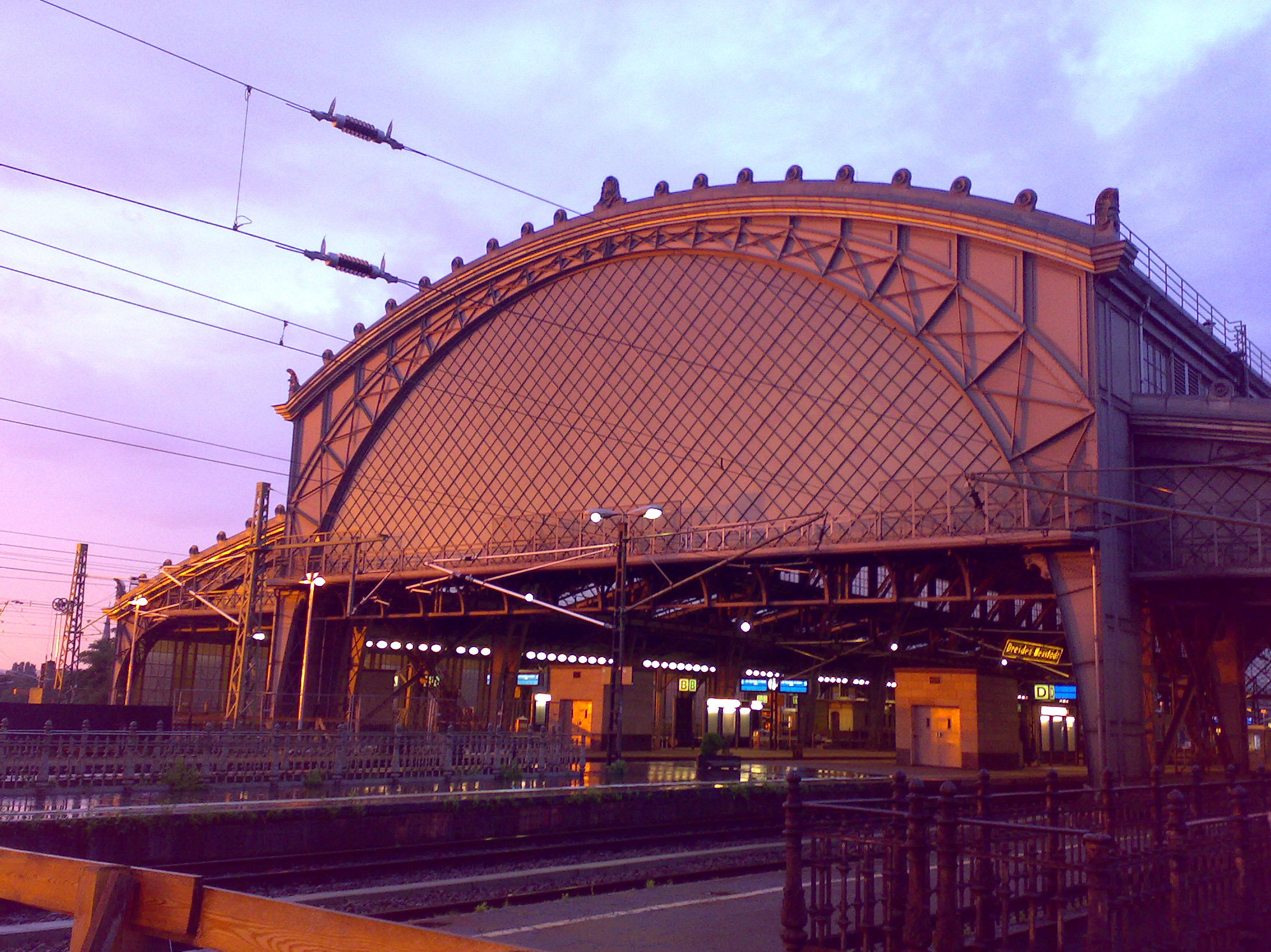
Zuidzijde van het station